# Jerome Vega
Jerome Vega (* 7. Juli 1995 in Luquillo) ist ein puerto-ricanischer Leichtathlet, der sich auf den Hammerwurf spezialisiert hat und aktuell Inhaber des Landesrekordes ist.

## Sportliche Laufbahn
Erste internationale Erfahrungen sammelte Jerome Vega im Jahr 2014, als er bei den Zentralamerika- und Karibikjuniorenmeisterschaften in Morelia mit einer Weite von 67,05 m die Goldmedaille mit dem leichteren 6-kg-Hammer gewann. 2022 belegte er bei den NACAC-Meisterschaften in Freeport mit 70,17 m den sechsten Platz und im Jahr darauf siegte er mit neuem Landesrekord von 74,83 m bei den Zentralamerika- und Karibikspielen in San Salvador. Anschließend schied er bei den Weltmeisterschaften in Budapest mit 72,87 m in der Qualifikationsrunde aus und brachte dann bei den Panamerikanischen Spielen in Santiago de Chile keinen gültigen Versuch zustande. 2024 verbesserte er den Landesrekord auf 75,98 m und im Mai gewann er bei den Ibero-Amerikanischen Meisterschaften in Cuiabá mit 73,20 m die Silbermedaille hinter dem Chilenen Humberto Mansilla. Im August verpasste er bei den Olympischen Sommerspielen in Paris mit 71,61 m den Finaleinzug.
In den Jahren 2019 und von 2021 bis 2023 wurde Vega puerto-ricanischer Meister im Hammerwurf.